# 메트로이드
《메트로이드》는 닌텐도가 제작한 액션 어드벤처 게임 시리즈이다. 은하계를 누비며 활동하는 현상수배 체포범 사무스 아란이 주인공으로, 기생의 힘을 지닌 메트로이드 생물체군을 악용하려는 우주해적을 물리치는 것이 주된 내용이다.
첫번째 《메트로이드》는 닌텐도 개발 제일부가 개발해 패밀리 컴퓨터로 1986년에 발매됐으며, 《슈퍼 마리오 브라더스》의 플랫폼 요소와 《젤다의 전설》의 모험 요소를 동시에 도입하면서도, 상호작용할 수 있는 논플레이어 캐릭터가 거의 없는 고독한 SF 세계관과 비선형으로 진행되는 독특한 게임플레이 등 독자적인 특징을 갖췄다. 또한 주인공 사무스 아란의 경우 당시 흔치 않았던 여성 주인공을 내세운 초창기의 비디오 게임으로 꼽힌다.
이후 발매된 게임보이의 《메트로이드 II: 사무스의 귀환 (1991)》, 슈퍼 패미컴의 《슈퍼 메트로이드 (1994)》 등 후속작들은 첫 번째 게임과 마찬가지로 횡스크롤 시점을 사용하나, 게임큐브로 발매된 3D 일인칭 슈팅 게임 《메트로이드 프라임 (2002)》과 팀 닌자가 개발한 Wii 게임 《메트로이드: 아더 M (2010)》과 같이 다른 장르와 접목한 바 있다.
2012년 9월 기준으로 《메트로이드》 시리즈는 총 1744만 장 이상의 판매량을 기록했다. 초기 《메트로이드》 게임들의 경우 1997년에 발매된 코나미 게임 《캐슬바니아: 밤의 교향곡》과 더불어 서로 연결된 다수의 맵을 누비며 모험하는 하위장르 메트로이드배니아를 만드는 데 지대한 영향을 끼쳤다. 또한 《메트로이드》 시리즈는 크로스오버 격투 게임 시리즈 《슈퍼 스매시 브라더스》을 포함한 타 닌텐도 매체들에 계속해서 출연하고 있다.

## 역사

### 오리지널 시리즈 (1987-2004)
초창기 《메트로이드》의 제작진 중 주요인물로는 첫 번째 《메트로이드》를 기획한 오카다 사토루, 첫 번째 게임에서 캐릭터 디자이너로 참여하고 이후 후속작들에서 기획 및 감독으로 활동한 사카모토 요시오, 닌텐도 개발 제일부의 대표이자 1, 2편의 프로듀서였던 요코이 군페이, 《메트로이드》 시리즈의 시나리오를 집필한 카노 마코토, 첫 번째 《메트로이드》 게임의 캐릭터를 디자인한 키요타케 히로지가 있다.
패밀리 컴퓨터 디스크 시스템으로 발매된 첫 작품 《메트로이드》은 닌텐도의 자회사 닌텐도 개발 제일부가 개발했으며 일본서 1986년 8월 6일 최초로 출시됐다. 이후 롬 카트리지용으로 변환된 패밀리 컴퓨터판이 북미 지역에서 1987년 8월, 유럽 지역에선 1988년 1월 15일 출시됐다. 《메트로이드》는 《슈퍼 마리오 브라더스》의 플랫폼 점프 게임플레이와 《젤다의 전설》의 열린 맵 구조에 어두운 분위기를 합친 슈팅 게임으로 기획됐다. 게임 제목은 지하철을 뜻하는 '메트로'와 '안드로이드'를 합친 혼성어로, 로봇을 연상시키는 플레이어 캐릭터의 외관과 대부분 지하인 게임 내 세계를 반영해 지어졌다. 개발자 사카모토 요시오는 인터뷰에서 리들리 스콧의 1979년 SF 공포 영화 《에이리언》이 개발에 지대한 영향을 끼쳤으며, 이를 기리기 위해 감독의 이름을 따 악당 해당하는 우주해적 두목에게 리들리라는 이름을 붙였다고 밝혔다. 또한 해당 영화의 괴물들을 창작한 H. R. 기거의 작품들도 《메트로이드》의 세계를 구상하는 데 도움이 됐다고 한다. 주인공 사무스 아란의 경우, 개발 중에 한 제작자가 "만약에 이 슈트 안에 있는 인간의 정체가 여자인 걸로 마지막에 밝히면 끝내주지 않을까?"라는 의견을 내자 다른 제작진들이 이에 동의하면서 여성으로 설정하기로 했다고 한다.
후속작 《메트로이드 II: 사무스의 귀환》은 게임보이로 1991년 북미 지역에서, 1992년 일본에 출시됐다. 이 게임의 경우 사무스 아란의 배리어 슈트 디자인을 확정짓고 팔에 장착하는 무기를 바꾸는 강화 시스템을 적용했다.
이후 1994년 슈퍼 패미컴으로 발매된 두 번째 후속작 《슈퍼 메트로이드》는 개발 제일부와 인텔리전트 시스템즈간의 공동 제작으로 탄생한 작품으로, 이후 2D 《메트로이드》 게임들의 제작에 관여하게 되는 사카모토 요시오가 기획한 첫 작품이다. 《슈퍼 메트로이드》는 앞의 게임들에서 선보였던 비선형 탐험에 중점을 두고 게임플레이 시스템을 확장해 언론으로부터 찬사를 받았으며 슈퍼 패미컴 최고의 게임으로 거론된다.
닌텐도의 다음 세대 게임기 닌텐도 64로 《메트로이드》 게임 개발이 여러 차례 제안됐으나 불발돼 결국 해당 기종으로는 발매되지 않았다. 닌텐도는 해당 기기에 맞는 게임을 구상할 수 없었다면서 사카모토는 닌텐도 64의 컨트롤러로 사무스를 조종할 방법에 대해 또렷한 대책을 생각할 수 없었다고 회상했다. 사무스는 이후 닌텐도 64로 발매된 1999년 격투 게임 《닌텐도 올스타! 대난투 스매시브라더스》에 찬조출연했다.
2002년 닌텐도는 휴대용 게임기 게임보이 어드밴스로 공식 네 번째 게임 《메트로이드 퓨전》을 발매했다. 마찬가지로 닌텐도 개발 제일부가 개발하고 사카모토가 기획했으며, 게임플레이상으로는 《슈퍼 메트로이드》와 유사하나 이야기에 따라 플레이어를 특정 맵으로 인도하는 임무 기반 구조를 갖췄다. 2004년에는 첫 번째 《메트로이드》의 리메이크 게임인 《메트로이드: 제로 미션》이 발매됐다. 이 게임을 마지막으로 닌텐도 개발 제일부는 더 이상 《메트로이드》에 관여하지 않다가 2015년 닌텐도 기획개발본부로 흡수돼 사라졌다.

### 《메트로이드 프라임》 삼부작과 《아더 M》 (2002-2010)
2000년 미국의 개발사 레트로 스튜디오가 새 자회사로 닌텐도에 합류하자, 닌텐도 프로듀서 미야모토 시게루는 당시 새로운 게임기 게임큐브로 《메트로이드》 게임을 제작하는 것을 지시하기 위해 직접 레트로 스튜디오가 있는 오스틴으로 찾아가 방문했다. 이는 닌텐도 역사상 해외의 개발사에게 제작을 의뢰한 최초의 사례였다. 그리하여 발매된 2002년 게임 《메트로이드 프라임》은 시리즈 최초로 3D 그래픽으로 제작됐으며 일인칭 시점을 사용한 어드벤처 슈팅 게임으로 제작됐다. 레트로 스튜디오는 이후 후속작으로 2004년 평행 세계를 오가는 《메트로이드 프라임 2: 에코즈》, 2007년 Wii의 모션 컨트롤을 적용한 《메트로이드 프라임 3: 커럽션》 두 편을 연이어 제작했다. 해당 작품들은 이후 2009년에 발매된 합본 《메트로이드 프라임 트릴로지》에 모두 수록됐다.
한편 휴대용 게임기 닌텐도 DS로 핀볼 외전작인 《메트로이드 프라임 핀볼》이 2005년 출시됐다. 2006년에는 닌텐도 소프트웨어 테크놀로지가 개발한 다인용 게임 《메트로이드 프라임 헌터즈》가 닌텐도 DS로 출시됐다. 2000년대 후반에 다시 닌텐도 DS로 《메트로이드 드레드》가 발매될 예정이었으나 취소됐다.
2010년 8월 31일, 사카모토가 기획하고 팀 닌자가 개발한 새로운 3D 게임 《메트로이드: 아더 M》이 Wii로 출시됐다. 3인칭 시점을 사용하며 이야기에 큰 중점을 둔 작품이었다. 《메트로이드: 아더 M》은 사무스를 약하고 감정에 휘둘리는 인물로 묘사한 점과 시리즈를 관통하는 탐험 게임플레이를 축소한 점으로 인해 미지근한 반응을 얻었으며, 폴리곤은 2020년의 기사에서 이 게임을 두고 "향후 10년 동안 《메트로이드》 시리즈를 죽인 초대형 실패작"이라며 비난했다.

## 참조
1. ↑  영어: Metroid, 일본어: メトロイド